# مجموعه‌داستان‌های چوپی
داستان‌های چوپی مجوعه‌ای در رده ی ادبیات کودکان است که توسط تیری کورتن به زبان فرانسه نوشته شده و انتشارات ناتان آن را به چاپ رسانده است.
سال ۱۹۹۲ همزمان با تولد پسرش، تیری کورتن که گرافیست بود، شخصیت پسر بچه‌ای را با ظاهر پنگوئن خلق نمود و آن را چوپی نام نهاد. از سال ۱۹۹۷ به بعد، ماجراهای چوپی با داستانهایی در مورد زندگی و اتفاقات روزمره راهی نشر شد. تا سال ۲۰۰۵، ۸۹ عنوان از این مجموعه به چاپ رسیدو بیش از شش میلیون جلد فروش داشت.
سال ۲۰۰۴ ژان-لوک فرانسوا کارتون بلندی از ماجراهای چوپی ساخت و در پی آن سریال‌های کارتونی چوپی با عنوانین مختلفی در تلویزیون به نمایش در آمد.
در ایران نشر مهاجر بخشی از عناوین این مجموعه را با ترجمه مریم جلالی فراهانی به چاپ رسانده است.

## شخصیت‌های اصلی داستان
چوپی

دودو خرس عروسکی اش که در خیال چوپی زنده است

فانی خواهرش

مالولا مادرش

توآن پدرش

پیلو دوست صمیمی اش

لالو دیگر دوست صمیمی اش که چوپی بسیار پنهانی عاشق اوست

پاپی شا پدربزرگ اش

مامی نانی مادربزرگ اش

## لیست عنوان‌های ترجمه شده به فارسی
1. چوپی به خرید می‌رود
2. چوپی یک خواهر کوچولو دارد
3. چوپی باغبانی می‌کند
4. چوپی تنهایی لباس می‌پوشد
5. چوپی خیلی شکمو است
6. چوپی از خواهر کوچکش مراقبت می‌کند
7. چوپی با بابا دعوا می‌کند
8. چوپی مریض است
9. چوپی ظهر می‌خوابد
10. چوپی تولدش را جشن می‌گیرد
11. چوپی خرابکاری می‌کند
12. چوپی نمی‌خواهد بخوابد
13. چوپی می‌خواهد تلویزیون ببیند
14. چوپی عصبانی است